# Narthecura propinqua
Narthecura propinqua är en stekelart som först beskrevs av Cresson 1868.  Narthecura propinqua ingår i släktet Narthecura och familjen brokparasitsteklar. Inga underarter finns listade i Catalogue of Life.